# أولاد عامر (أولاد عامر)
أولاد عامر هو دُوَّار يقع بجماعة عين عتيق، عمالة الصخيرات تمارة، جهة الرباط سلا القنيطرة في المملكة المغربية. ينتمي الدوّار لمشيخة أولاد عامر التي تضم 5 دواوير. يقدر عدد سكانه بـ 1958 نسمة حسب الإحصاء الرسمي للسكان والسكنى لسنة 2004.

## روابط خارجية
- البوابة الوطنية للجماعات الترابية
- المندوبية السامية للتخطيط